# Гогоці Георгій Антонович
Гого́ці Гео́ргій Анто́нович  — (нар. 2 серпня 1930 року в м. Києві, УРСР) видатний український науковий діяч, професор механіки твердого деформованого тіла, доктор технічних наук, завідувач Лабораторією міцності керамічних матеріалів Інституту проблем міцності імені Г. С. Писаренка Національної академії наук України та Центру матеріалознавства.
Основні його наукові інтереси зосереджені на дослідженні поведінки різних крихких матеріалів (кераміка, монокристали, скло і вогнетриви) при механічних і термічних навантаженнях в широкому діапазоні температур, а також на фізичних процесах, що контролюють їх деформацію і руйнування на макро- та мікрорівнях.
Його сини — Гогоці Юрій Георгійович — всесвітньовідомий науковець в галузі хімії, матеріалознавства та нанотехнологій та Гогоці Олексій Георгійович — матеріалознавець, механік.

## Область наукових інтересів
На початку своєї наукової діяльності проф. Г. А. Гогоці досліджував матеріали проточної частини магнітогідродинамічних генераторів і ракетних двигунів, установок безперервного розливання сталі, які змінили керамічні газотурбінні двигуни і броньовий захист. Важливим напрямком його наукової роботи було дослідження вогнетривів, кераміки з діоксидом цирконію для використання таких матеріалів та монокристалів для високогострих хірургічних і офтальмологічних скальпелів, та стоматології, композиційних, ламінарних та інших крихких матеріалів при механічному та термічному навантаженні у широкому діапазоні температур.
Для проведення досліджень ним були розроблені багато нових способів механічних випробувань і створені експериментальні установки (їх оригінальність захищена більш ніж 40 авторськими свідоцтвами колишнього СРСР), які набули широкого застосування в науковій практиці в усьому світі. Наприклад, це установки для визначень механічних характеристик крихких матеріалів в інтервалі — 150—1500°С, установки для випробувань на термостійкість порожнистих циліндричних зразків (нагрів до 2800° С при програмованій швидкості зміни температури і лазерному вимірюванні розширення зразків), панельна піч променистого нагріву, що була відзначена золотою медаллю ВДНГ СРСР тощо. Це дозволяло навіть за часів «залізної завіси» проводити випробування на найвищому науково-технічному рівні і публікувати їх результати в міжнародних наукових журналах. Георгію Антоновичу Гогоці було присвоєно звання «Винахідник СРСР».
Професор Г. А. Гогоці вперше ввів такі поняття в прикладній механіці матеріалів як «міра крихкості», «базова діаграма», «R-лінія», «FR-метод», «бар'єр початку руйнування» та ін. Крім цього, він приділяє увагу створенню керамічних матеріалів для техніки і медицини (захищені 10 авторськими свідоцтвами колишнього СРСР і патентами України), є автором і співавтором понад 250 наукових публікацій в національних та зарубіжних виданнях, а його наукометричний індекс Хірша складає h-index = 22 (Google Scholar), за версією Scopus h-index=17 (Author ID: 7006707350), за даними бази Web of Sciences цей індекс h-index =15 (ResearcherID: G-6331-2015) (база ISI).

## Науково-технічна та науково-організаційна діяльність
Закінчивши Київський політехнічний інститут за спеціальністю інженер-механік з турбінобудування, Г. А. Гогоці почав свою професійну діяльність в конструкторському бюро Південнотурбінного заводу, який створив першу радянську суднову газову турбіну (цей досвід ним був використаний під час участі в розробці першої радянської танкової керамічної турбіни і матеріалу для неї). Далі він працював на кафедрі турбін Київського політехнічного інституту, а також в Інституті технічної теплофізики АН України.
У 1970-ті роки Георгій Антонович Гогоці займається організаційною роботою в Державному комітеті Ради Міністрів УРСР з науки і техніки, обраний членом Наукового-технічної ради Академії Наук СРСР з комплексної проблеми методів прямого перетворення теплової та ядерної енергії в електричну, очолюваної майбутнім Президентом Академії Наук СРСР А. П. Александровим, де співпрацював з академіком В. П. Мішиним (наслідувачем творця радянської ракетної техніки С. П. Корольова), академіком М. Д. Мілліонщиковим (відомий фахівець з атомної техніки) та з іншими видатними вченими, а також був вченим секретарем Науково-технічної ради АН УРСР, очолюваної заступником голови Ради Міністрів УРСР О. Н. Щербанем.
У вісімдесяті роки був включений до комісії ВПК СРСР (військово-промислового комплексу) з броньованого захисту. Потім, відійшовши від оборонних досліджень, займався науково-організаційною роботою з керамічних матеріалів в рамках країн РЕВ (Рада економічної взаємодопомоги). В даний час Г. А. Гогоці очолює Технічний комітет ДСТУ з технічної кераміки.

## Громадська та журналістська діяльність
Крім наукової та інженерної діяльності Г. А. Гогоці виступав як журналіст в газетах і журналах України в галузі спорту, техніки і науки. Брав участь у підготовці першої Української радянської енциклопедії. У шістдесяті роки минулого століття Г. А. Гогоці був членом Комітету молодіжних організацій України, заступником голови федерації туризму та головою колегії суддів з туризму в Україні, брав участь в організації та розвитку підводного спорту на теренах колишнього СРСР.
Г. А. Гогоці був внесений до авторитетних видань Who'sWho in the World, Who'sWho in Science and Engineering (Marquis, США) і The Cambridge Blue Book (Велика Британія), також відомості про нього містяться в багатьох інших біографічно-інформаційних виданнях.